# توم كولبيرت
توم كولبيرت (بالإنجليزية: Tom Colbert)‏ هو محامي وقاضي أمريكي، ولد في 30 ديسمبر 1949 في أوكلاهوما سيتي في الولايات المتحدة.

## وصلات خارجية
- توم كولبيرت على موقع إن إن دي بي (الإنجليزية)